# Splicing
Splicing é o processo de maturação de um pré-mRNA (RNA precursor), nesse processo as regiões não codificantes (íntrons) são retiradas do pré-mRNA, que passa a conter somente as regiões codificantes (exons).O splicing pode ocorrer durante e/ou após a transcrição do pré-mRNA. Quando este está completamente processado, o mRNA é exportado para o citoplasma para ser traduzido. Ou seja, o Splicing consiste na retirada dos íntrons de um RNA precursor, de forma a produzir um mRNA maduro funcional. Esse processo está diretamente relacionado a diversidade proteica dos organismos. O splicing requer uma extrema precisão das moléculas envolvidas no processo, já que o acréscimo ou a remoção de um único nucleotídeo em um éxon pode alterar a fase de leitura e produzir uma proteína bastante diferente da original, caracterizando uma mutação, decorrente, portanto, de erros no splicing. Em face de o splicing ser um processo complexo, com regulação fina, uma mutação em um sítio de reconhecimento da junção exon-intron ou em um elemento regulador, pode causar um erro no processo, gerando um produto aberrante, que pode, muitas vezes, inativar um gene, com graves consequências. Estima-se atualmente que erros no processo de splicing causem cerca de 10% das doenças genéticas. Por outro lado, pesquisas na área da biologia molecular poderão criar ferramentas capazes de corrigir sequências que afetam padrões de splicing, bem como expressar, inativar ou mudar a concentração de reguladores com o objetivo de reparar genes afetados por deleções, como no caso da distrofia muscular progressiva. Ressaltamos que o splicing só ocorre em células eucarióticas, já que o DNA das células procarióticas é desprovido de íntrons.

## Spliceossomo

O processamento do pré-mRNA é realizado por uma complexa maquinaria molecular chamada de spliceossomo. O spliceossomo é composto por cinco snRNP (pequenas ribonucleoproteinas) e por proteínas ricas em serina e arginina (proteínas SR). Essa maquinaria reconhece porções do íntron e isso permite a clivagem dessa região. Um íntron contém um sítio de splicing 5' (5' SS) e um sítio de splicing 3' (3' SS) localizados nas extremidades 5' e 3' do íntron, respectivamente, o íntron também apresenta uma região nomeada de ponto de ramificação (branch site), localizada de 15-50 nucleotídeos antes do 3' SS e região rica em pirimidina, também anterior ao 3' SS.
O splicing ocorre em várias etapas, sendo iniciado com a formação do complexo E, no qual ocorre o reconhecimento do 5' SS pela snRNP U1 e posterior ligação dessa ribonucleoproteína com o sítio de splicing, o fator auxiliar da snRNP U2 (U2AF) reconhece e se liga a região rica em pirimidina, a formação desse complexo ocorre sem gasto energético . A formação do próximo complexo, o complexo A, requer gasto energético, e ocorre com a ligação da snRNP U2 ao ponto de ramificação. As snRNPs U4/U6 e U5 são recrutadas e então se inicia o complexo B pré-catalítico, mudanças conformacionais no complexo snRNP U4/U6 permitem o início da primeira reação de transesterificação, que realiza a clivagem no sítio de splicing 5' . O complexo C é formado e contém a região exonica que apresentou recente clivagem do sitio de splicing 5', um intron em forma de laço (lariat intron) ainda ligado ao exon pelo sitio de splicing 3'. Nesse complexo ocorre a segunda reação de transesterificação, causando clivagem do intron no sitio de splicing 3', o intron então é liberado do complexo, e as extremidades dos exons são unidas .

## Splicing Alternativo
O processo de splicing alternativo consiste na retirada de seletiva de íntrons de um pré-mRNA. É um processo importante para regulação da expressão gênica, já que um mesmo pré-mRNA pode ser processado em diferentes proteínas, de acordo com as regiões mantidas no mRNA. Aproximadamente 90% dos genes humanos podem ser processados por splicing alternativo, mostrando a importância desse processo para a diversidade de proteínas .
Desenvolvimento da tecnologia do sequenciamento de alta taxa de processamento (high-throughput sequencing technology) pode ajudar quantificar os níveis de expressão de uma isoforma de splicing alternativo. Níveis de expressão diferentes através dos tecidos permitem um método computacional ser criado para prever os funções das isoformas. Com esta complexidade, o splicing alternativo de uma transcrição pre-mRNA é regulado por uma sistema de proteínas (activadores e repressores) que se ligam a elementos (potenciadores e silenciadores) na mesma transcrição de pre-mRNA.
Estas proteínas e seus elementos de ligação estimulam ou reduzem o uso de um local de splicing em particular. Contudo, crecente complexidade do splicing alternativo, os efeitos de fatores regulatórios são muitas vezes dependentes dos seus posições. Por exemplo, um fator de splicing que é um activador quando é se ligado a um potenciador num íntron pode ser um repressor quando é se ligado a um elemento de silenciamento e vice-versa. Além disso, a localização do sítio de ramificação também pode afetar splicing.
A estrutura do mRNA também regula splicing, por trazer elementos mais pertos ou por esconder uma seqüência que normalmente seria um elemento de ligação para um fator de splicing.